# يهودا باور
يهودا باور (بالعبرية: יהודה באואר‏) (6 أبريل 1926 - 18 أكتوبر 2024)، هو كاتب ومؤرخ وأستاذ جامعي إسرائيلي، ولد في 6 أبريل 1926 في براغ في التشيك.

## وصلات خارجية
- يهودا باور على موقع IMDb (الإنجليزية)
- يهودا باور على موقع مونزينجر (الألمانية)
- يهودا باور على موقع قاعدة بيانات الفيلم (الإنجليزية)